# Alfredo Brás
Alfredo Brás (nascido em 26 de dezembro de 1968) é um atleta de fundo português. Ele competiu nos 10.000 metros masculinos nos Jogos Olímpicos de Verão de 1996.